# Linda Fiorentino
Linda Fiorentino (de fapt: Clorinda Fiorentino), (n. 9 martie 1958, Pennsylvania, SUA) este  actriță nordamericană.

## Date biografice
Fiorentino a crescut într-o familie unde a primit o educație catolică severă, ea a avut o soră și doi frați. Linda a debutat în anul 1985, prin filmul Crazy For You, unde a jucat alături de  Matthew Modine. Mai cunoscută devine în rolul femeii fatale jucat în flmul The Last Seduction, rolul ei imoral din film a indignat spectatorii.
În anul 1995 poate fi văzută în filmul erotic, Jade care a fost un eșec.
Prin anii 2000 este implicată într-un proces pe care l-a avut cu producătorul de film Karel Dirka.

## Filmografie
| Anul | Titlu                     | Rol              | Note                                  |
| ---- | ------------------------- | ---------------- | ------------------------------------- |
| 1985 | Vision Quest              | Carla            |                                       |
| 1985 | Gotcha!                   | Sasha            |                                       |
| 1985 | After Hours               | Kiki Bridges     |                                       |
| 1985 | Alfred Hitchcock Presents | Betsy Van Kennon | TV series Episode: "The Night Caller" |
| 1988 | The Moderns               | Rachel Stone     |                                       |
| 1988 | Wildfire                  | Kay              |                                       |
| 1989 | The Neon Empire           | Lucy             | TV movie                              |
| 1991 | Queens Logic              | Carla            |                                       |
| 1991 | Shout                     | Molly            |                                       |
| 1992 | Strangers                 | Helen            | TV movie                              |
| 1992 | Chain of Desire           | Alma D'Angeli    |                                       |
| 1992 | Beyond the Law            | Renee Jason      |                                       |
| 1993 | Acting on Impulse         | Susan Gittes     | TV movie                              |
|      |                           |                  |                                       |